# Franziska Brauße
Franziska Brauße née le 20 novembre 1998 à Metzingen, est une coureuse cycliste allemande. Spécialiste de la piste, elle est notamment championne d'Europe de poursuite en 2019 et 2023, championne du monde de poursuite en 2022 et championne olympique de la poursuite par équipe en 2021.

## Biographie
Franziska Brauße remporte un premier titre en 2012 au championnat d'Allemagne sur route en catégorie moins de 15 ans.
En 2014, en moins de 17 ans, elle est championne d'Allemagne de poursuite, deuxième au 500 mètres. L'année suivante, elle est championne d'Allemagne junior en omnium et en poursuite par équipe, avec Katja Breitenfellner, Isabell Seif et Laura Süßemilch. En 2016, elle conserve son titre en poursuite par équipe et y ajoute ceux de la poursuite individuelle de la course aux points. Aux championnats du monde sur piste junior, elle est septième de la poursuite et treizième de l'omnium. Elle participe également aux championnats du monde sur route à Doha, au Qatar, et s'y classe sixième du contre-la-montre et septième de la course en ligne.
En 2017, elle intègre l'équipe d'Allemagne de poursuite par équipe. Aux championnats du monde à Hong Kong, l'équipe qu'elle forme avec Tatjana Paller, Charlotte Becker et Gudrun Stock prend la quatorzième place. Aux championnats d'Europe espoirs, elle obtient la médaille de bronze dans cette même discipline avec Tatjana Paller, Gudrun Stock, Laura Süßemilch.
Aux championnats du monde de 2018, l'équipe allemande, composée de Gudrun Stock, Charlotte Becker, Franziska Brauße et Lisa Brennauer, est cette fois cinquième en battant le record d'Allemagne. Aux championnats d'Europe espoirs, Franziska Brauße est médaillée de bronze de l'omnium et d'argent en poursuite par équipe.
L'année suivante, elle dispute trois compétitions aux championnats du monde à Pruszków : elle est cinquième du scratch, sixième de la poursuite par équipe et septième de la poursuite. Elle remporte le championnat d'Europe de poursuite chez les espoirs et les élites. Avec l'équipe d'Allemagne, elle est également vice-championne d'Europe de poursuite par équipes.

## Palmarès sur piste

### Jeux olympiques
- Tokyo 2020
  -  Médaillée d'or de la poursuite par équipes
  - 12e de la course à l'américaine
- Paris 2024
  - 6e de la poursuite par équipes

### Championnats du monde
- Hong Kong 2017
  - 14e de la poursuite par équipes
- Apeldoorn 2018
  - 5e de la poursuite par équipes
- Pruszków 2019
  - 5e du scratch
  - 6e de la poursuite par équipes
  - 7e de la poursuite
- Berlin 2020
  -  Médaillée de bronze de la poursuite individuelle
  -  Médaillée de bronze de la poursuite par équipes
- Roubaix 2021
  -  Championne du monde de poursuite par équipe (avec Mieke Kröger, Laura Süßemilch et Lisa Brennauer)
  -  Médaillée d'argent de la poursuite individuelle
- Saint-Quentin-en-Yvelines 2022
  -  Championne du monde de poursuite
  - 6e de la poursuite par équipes
- Glasgow 2023
  -  Médaillée d'argent de la poursuite
- Ballerup 2024
  -  Médaillée d'argent de la poursuite par équipes

### Coupe du monde
- 2019-2020
  - 2e de la poursuite par équipes à Minsk
  - 2e de la poursuite par équipes à Glasgow

### Coupe des nations
- 2022
  - 1re de la poursuite par équipes à Glasgow (avec Lisa Klein, Mieke Kröger et Laura Süßemilch)
  - 2e de la poursuite individuelle à Glasgow
- 2023
  - 2e de la poursuite par équipes à Milton
  - 3e de la poursuite par équipes au Caire
- 2025
  - 1re de la poursuite par équipes à Konya

### Championnats d'Europe
| Édition / Épreuve                 | Poursuite individuelle | Poursuite par équipes | Course aux points | Américaine | Omnium |
| Anadia 2017 (espoirs)             |                        | Bronze                |                   |            |        |
| Aigle 2018 (espoirs)              |                        | Argent                |                   |            | Bronze |
| Gand 2019 (espoirs)               | Or                     | Bronze                |                   |            |        |
| Apeldoorn 2019                    | Or                     | Argent                |                   |            |        |
| Fiorenzuola d'Arda 2020 (espoirs) | Or                     | Argent                | Bronze            | Argent     |        |
| Granges 2021                      | Argent                 | Or                    |                   |            |        |
| Munich 2022                       |                        | Or                    |                   |            |        |
| Granges 2023                      | Or                     | Bronze                |                   | 7e         |        |
| Apeldoorn 2024                    | Argent                 | Bronze                |                   |            |        |
| Heusden-Zolder 2025               |                        | Argent                |                   |            |        |

### Championnats nationaux
- Championne d'Allemagne de poursuite par équipes juniors en 2015, 2016
- Championne d'Allemagne de poursuite individuelle juniors en 2016
- Championne d'Allemagne de la course aux points juniors en 2016

- Championne d'Allemagne de l'américaine en 2017, 2019 et 2023
- Championne d'Allemagne de poursuite individuelle en 2019, 2023 et 2025
- Championne d'Allemagne de poursuite par équipes en 2019, 2023 et 2025
- Championne d'Allemagne de l'omnium en 2019 et 2024
- Championne d'Allemagne de course par élimination en 2023

## Palmarès sur route

### Par années
- 2016
  - 2e du championnat d'Allemagne du contre-la-montre juniors
- 2023
  - Prologue du Tour de Toscane féminin-Mémorial Michela Fanini (contre-la-montre)
- 2024
  - Chrono Gatineau
- 2025
  - 2e du championnat d'Allemagne du contre-la-montre

### Résultats sur les grands tours

#### Tour d'Italie
1 participation
- 2025 : abandon (6e étape)

#### Tour de France
1 participation
- 2025 : 105e

### Classements mondiaux
| Année                                 | 2021 | 2022 | 2023 | 2024 |
| ------------------------------------- | ---- | ---- | ---- | ---- |
| Classement UCI                        | 867e | 730e | 924e | 216e |
| UCI World Tour                        | nc   | 193e | nc   | nc   |
|                                       |      |      |      |      |
| Légende : nc = non classéSource : UCI |      |      |      |      |

## Distinctions
- Cycliste allemande de l'année : 2019